# لارا جکسون
لارا جکسون (به انگلیسی: Lara Jackson) (زادهٔ ۱۴ اکتبر ۱۹۸۶) شناگر اهل ایالات متحده آمریکا است.